# Marian McPartland’s Piano Jazz with Guest Carmen McRae
Marian McPartland’s Piano Jazz with Guest Carmen McRae — концертный альбом американской певицы и пианистки Кармен Макрей, выпущенный 27 августа 2002 года на лейбле The Jazz Alliance.

## Об альбоме
Альбом представляет собой запись интервью, которое брала Мэриэн Макпартлэнд у Макрей для своей радиопрограммы Piano Jazz. Записана она была 11 марта 1985 года, а в эфир вышла 22 мая. Хотя Макрей была прекрасной пианисткой, она редко записывалась, аккомпанируя сама себе, однако здесь Макпартлэнд сумела уговорить её спеть и сыграть соло в нескольких номерах. Обе артистки исполняют в основном джазовые стандарты, а Макпартлэнд даже сыграла импровизацию «Theme for Carmen», что очень тронуло Макрей.

## Отзывы критиков
| Оценки критиков                   | Оценки критиков |
| Источник                          | Оценка          |
| --------------------------------- | --------------- |
| AllMusic                          | [ 1 ]           |
| The Encyclopedia of Popular Music | [ 2 ]           |

Кен Драйден из AllMusic оценил альбом на четыре звезды, отметив прекрасную игру как Макрей, так и Макпартлэнд, а фрагменты интервью назвал «такими живыми и занимательными», также он посоветовал «поклонникам Кармен Макрей приобрести этот диск без колебаний».

## Список композиций
1. «It’s the Little Things That Mean so Much» (Гарольд Адамсон, Тедди Уилсон) — 0:53
2. Conversation — 4:06
3. «I’m Pulling Through» (Артур Херцог мл., Айрин Китчингс) — 2:19
4. Conversation — 0:52
5. «Sweet Lorraine» (Клиффорд Р. Бервелл, Митчелл Пэриш) — 3:52
6. Conversation — 2:01
7. «I Never Felt this Way Before» (Эл Дубин, Дюк Эллингтон, Джозеф Майроу) — 3:09
8. Conversation — 0:48
9. «Theme for Carmen» (Мэриэн Макпартлэнд) — 5:01
10. Conversation — 0:52
11. «As Time Goes By» (Герман Хапфельд) — 3:55
12. Conversation — 0:33
13. «Carmen’s Blues» (Кармен Макрей, Мэриэн Макпартлэнд) — 1:33
14. Conversation — 1:26
15. «As Long as I Live» (Гарольд Арлен, Тед Колер)— 3:40
16. Conversation — 1:30
17. «I Guess I’ll Hang My Tears Out to Dry» (Сэмми Кан, Джул Стайн) — 5:15
18. Conversation — 1:11
19. «I Hadn’t Anyone Till You» (Рэй Ноубл) — 2:00
20. Conversation — 3:07
21. «Embraceable You» (Джордж Гершвин, Айра Гершвин) — 3:52
22. Conversation — 1:37
23. «Old Devil Moon» (Йип Харбург, Бертон Лэйн) — 3:49

## Участники записи
- Кармен Макрей — вокал (1, 3, 5, 7, 11, 15, 17, 19, 23), фортепиано (1, 3, 7, 15, 19)
- Мэриэн Макпартлэнд — фортепиано (5, 9, 11, 13, 17, 21, 23)
- Эбби Анна — арт-директор
- Ник Филлипс — координатор проекта
- Андреа Р. Нельсон — дизайн обложки
- Джилл Симонсен — оформление
- Скип Бич — звукорежиссёр монтажа
- Чак Бритц — звукорежиссёр записи
- Глен Баррос, Джон Берк — Исполнительный продюсер
- Джеймс Гэвин — примечания
- Сет Пресант — мастеринг
- Шери Хатчинсон — постпродакшн
- Продюсер — Дик Фиппс

Сведения взяты из аннотации к альбому.